# Tropoja
Tropoja (albanisch auch Tropojë) ist ein kleiner Ort in der Gemeinde Tropoja in Nordostalbanien, rund fünf Kilometer von der Grenze zum Kosovo entfernt. Tropoja ist zudem der Name der ganzen Region und eines ehemaligen Verwaltungskreises – zur Unterscheidung wird das Dorf heute auch Tropoja e vjetër (Altes Tropoja) genannt. Tropoja war früher der wichtigste Ort in der Region und deren Zentrum. Die Verwaltung wurde jedoch 1952 nach Bajram Curr verlegt. Die rund 15 Kilometer westlich gelegene Stadt ist heute das Zentrum der Region.
Bis 2015 war Tropoja eine eigenständige Gemeinde, die ca. 266 Quadratkilometer groß war und rund ein Viertel des Kreises Torpoja umfasste. Seither ist es eine Njësia administrative innerhalb der Bashkia Tropoja.
Der Ort liegt an einem Hang über dem Tal auf 380 m ü. A. Es gibt einige Häuser aus osmanischer Zeit und einen zentralen Platz. Im Nordteil des ehemaligen Gemeindegebiets erheben sich hohe Berge, die auf über 2000 Meter ansteigen und im Shkëlzen (2405 m ü. A.) gipfeln. Rund um Tropoja gibt es diverse kleinere Seen sowie ein Staubecken für die Bewässerung, das 160.000 Kubikmeter fasst.
Tropoja hat 2560 Einwohner (Volkszählung 2023). Im Jahr 2011 hatte die Gemeinde noch 4117 Einwohner, die sich auf 15 Dörfer verteilten. Wie alle Berggebiete Albaniens ist auch Tropoja stark von Abwanderung betroffen. Im Jahr 2001 hatte die Gemeinde noch 5612 Einwohner gehabt. Auf das zentrale Dorf Tropoja fielen damals mit 467 Personen nicht einmal zehn Prozent davon. Die größeren Dörfer wie Viçidol liegen teils direkt an der Durchgangsstraße, teils wie Kerrnaj oder Buçaj hoch am Berg. Seit der Jahrtausendwende hat Tropoja somit mehr als die Hälfte der Bevölkerung verloren, seit dem Zusammenbruch des kommunistischen Regimes im Jahr 1989 rund zwei Drittel.
Die meisten Bewohner haben auch Angehörige jenseits der Grenze, die bis nach dem Ende des Kosovokriegs geschlossen war. Während der schwierigen Transformationszeit in den 1990er Jahren sollen viele Bewohner als Schmuggler tätig gewesen sein.
Der berühmteste Sohn Tropojas ist der Arzt und Politiker Sali Berisha, der wenig außerhalb des Ortes geboren wurde und als Kind Schafe hütete. In seiner Amtszeit als Staatspräsident (1992–1997) protegierte er seine Mitbürger aus Tropoja in besonderer Weise. Von 2005 bis 2013 war Berisha albanischer Ministerpräsident.

## Persönlichkeiten
- Sokol Arifi (1922–2005), Poet, Schriftsteller und Rhapsod
- Fatime Sokoli (1940–1989), Sängerin und Rhapsodin
- Sali Berisha (* 1944), Politiker, ehemaliger Staatspräsident und Ministerpräsident Albaniens
- Fatmira Breçani (* 1960), Volkssängerin
- Sonila Malaj (* 1981), Sängerin